# Nordlig trattskivling
Nordlig trattskivling (Lepista multiformis) är en svampart som först beskrevs av Lars Gunnar Torgny Romell, och fick sitt nu gällande namn av Gulden 1983. Nordlig trattskivling ingår i släktet Lepista och familjen Tricholomataceae.  Arten är reproducerande i Sverige. Inga underarter finns listade i Catalogue of Life.